# محاولة انقلاب 2013 في تشاد
محاولة الانقلاب في تشاد كانت محاولة انقلابية ضد الرئيس التشادي إدريس ديبي إتنو تم إحباطها في 1 مايو 2013. وقعت اشتباكات في ثكنات عسكرية شرق نجامينا، وكذلك في منطقة سكنية في نجامينا ظهر يوم 1 مايو، خلال الاشتباكات في الثكنات العسكرية وقع ما بين 4 و 8 قتلى. موسى تاو محمد زعيم سابق للمتمردين زُعم أنه زعيم محاولة الانقلاب، تم اعتقاله في يوم إحباط الانقلاب. وألقي القبض على أربعة نواب وضابطين وصحفيين وعدد من العسكريين بتهمة المشاركة في الانقلاب.